# Vilém Mandlík
Vilém Mandlík (7. dubna 1936 Praha – 6. října 2023 Praha) byl československý atlet-sprinter a ligový fotbalista. V roce 1960 obdržel titul Mistr sportu a v roce 1962 nejvyšší sportovní titul tehdejší éry – Zasloužilý mistr sportu. Stal se držitelem 21 českých rekordů v běhu na 100 a 200 metrů a ve štafetách. Po skončení závodní dráhy pracoval jako sportovní novinář. 
Dcera Hana Mandlíková se stala grandslamovou vítězkou v tenise a vnučka Elizabeth Mandliková americkou tenistkou. Mladší bratr František Mandlík (* 16. května 1942 v Praze) byl v šedesátých letech 20. století rovněž českým atletem, trojnásobným mistrem Československa v běhu na 400 metrů překážek (1962, 1964 a 1965) a spoludržitelem titulu z roku 1965 ve štafetovém běhu na 4 × 400 metrů.

## Atletická kariéra
Mandlíkova sprinterská dráha trvala 14 sezón – od československého rekordu dosaženého ještě v dresu PZ Motorlet v tehdejší dorostenecké kategorii mladších hochů (100 m za 11,2 sekundy 12. 10. 1952 v Praze) až po jeho poslední aktivní sezónu 1965. V roce 1954 zlepšil národní rekordy (v kategorii starších hochů) na 10,6 a 21,8 sekundy v bězích na 100 resp. 200 metrů, v roce 1955 vybojoval první seniorský republikový titul a ve dvaceti letech se kvalifikoval na svou první olympiádu. Byl členem lehkoatletického oddílu Dukla Praha, trénoval ho až do roku 1965 Milan Tošnar.
Jako atlet se zúčastnil dvou olympijských her – v letech 1956 a 1960. Na letních olympijských hrách v roce 1956 v Melbourne se v běhu na 200 metrů probojoval až do semifinále a startoval i v československé štafetě na 4 × 400 metrů, která byla vyřazena v rozběhu. O čtyři roky později, na olympijských hrách 1960 v Římě, startoval v běhu na 200 metrů: v rozběhu měl pomalejší start a mohutné úsilí v cílové rovince skončilo natrženým svalem a odstoupením.
Zúčastnil se také dvou atletických mistrovství Evropy. Do Stockholmu v roce 1958 přijel jako třetí nejlepší Evropan sezóny (21,1 sekundy), vyhrál rozběh a pak i semifinále (21,0). Ve finále však svůj výkon nezopakoval: zkazil start, při opakovaném startu byl už velmi opatrný a ztrátu už nestihl dohonit – skončil čtvrtý v čase 21,4 sekundy. Úspěchem bylo na stejném mistrovství naopak čtvrté místo československé štafety na 4 × 100 metrů – nepodařila se sice první předávka, ale Mandlík na předposledním a Václav Kynos na posledním úseku zajistili výborným během obhajobu 4. místa z předchozího šampionátu v Bernu. Na dalším atletickém mistrovství Evropy, v roce 1962 v Bělehradu, reprezentoval v běhu na 100 metrů – po nepovedeném startu skončil na posledním místě v semifinále.
Na Memoriálu Evžena Rošického 1961 zaběhl na škvárové dráze a s ruční časomírou 100 metrů za 10,2 s. V roce 2011 prohlásil na serveru Lidovky.cz, že tento čas byl ze všech českých sprinterských rekordů vůbec nejblíže tehdy platnému rekordu světovému. Při procentuálním porovnání měl zmíněný rekord k tehdejšímu světovému rekordu Armina Haryho (10,0 sekundy) skutečně blíže nežli české rekordy zaběhnuté po světovém rekordu Usaina Bolta 9,58 sekundy k tomuto času jamajského sprintera. Sám Mandlík označil na uvedeném serveru svůj rekord za srovnatelný s dnešními elektronicky měřenými časy 10,20 sekundy – při konvenčním přepočtu ručního času na elektronický (10,0 + 0,24 = 10,24), ovšem zároveň s hendikepem tehdejší pomalejší škvárové dráhy.

## Osobní rekordy
Všechny uvedené osobní rekordy Viléma Mandlíka byly (s výjimkou času v běhu na 400 metrů) v době svého vzniku československými rekordy či nejlepšími československými výkony.

### Na otevřené dráze
- 100 m 10,2 (Praha 23.6.1961)
- 200 m 20,8 (Budapešť 7.9.1958) a 20,8 (Praha 20.6.1959)
- 200 m – rovná dráha – 21,2 (Praha 22.9.1959)
- 300 m 33,7 (Praha 31.8.1956)
- 400 m 47,5 (Ostrava 9.8.1959)
- 4 × 100 m 40,0 Československo (Josef Votrubec, Josef Trousil, Jiří Kynos, VILÉM MANDLÍK - Praha 30.6.1964)
- 4 × 100 m, oddílový rekord 40,6 Dukla Praha (Václav Janeček, František Mikluščák, VILÉM MANDLÍK, Václav Kynos - Minsk 11.7.1958)
- 4x110 y 41,9 Československo (Procházka, František Šimánek, VILÉM MANDLÍK, Václav Janeček - Londýn 4.8.1956)
- 4 × 200 m 1:26,7 Dukla Praha (Zdeněk Váňa, Jiří Kynos, Antonín Polášek, VILÉM MANDLÍK - Uherské Hradiště 30.9.1963)
- 4x200 y 1:29,0 Dukla Praha (Václav Janeček, Zdeněk Váňa, VILÉM MANDLÍK, Jozef Kovalčín - Roztoky 13.10.1959)
- 4 × 400 m 3:08,9 Československo (Václav Janeček, Jaroslav Jirásek, VILÉM MANDLÍK, Josef Trousil - Praha 21.10.1956)
- 400-300-200-100 m 1:54,9 Dukla Praha (Jozef Kovalčín, Václav Kynos, VILÉM MANDLÍK, Jaroslav Jirásek - Olomouc 10.8.1959)
- 800-400-200-100 m 3:10,4 Dukla Praha (Tomáš Salinger, Jaroslav Jirásek, VILËM MANDLÍK, Václav Kynos - Praha 4.10.1959)
- 400-200-200-800 m 3:23,6 Dukla Praha (Jaroslav Jirásek, Václav Kynos, VILÉM MANDLÍK, Tomáš Salinger - Praha 6.6.1959)

### V hale
- 50 m 5,9 (Postupim 1962)
- 60 m 6,8 (Postupim 1962)
- 100 m 10,6 (Senftenberg 1961)

## Fotbalová kariéra
V československé lize nastoupil v jednom utkání za Duklu Praha.

### Prvoligová bilance
| Ročník                                     | Zápasy | Góly | Minuty | Klub        |
| ------------------------------------------ | ------ | ---- | ------ | ----------- |
| 1. československá fotbalová liga 1957/1958 | 1      | 0    | 90     | Dukla Praha |
| CELKEM I. ČS. LIGA                         | 1      | 0    | 90     |             |

## Kniha Život plný sportu
Svou 113stránkovou sportovní autobiografii nazvanou Život plný sportu vydal Vilém Mandlík v roce 1976 v nakladatelství Naše vojsko.